# Annibale Albani
Annibale Albani, italijanski rimskokatoliški duhovnik, škof in kardinal, * 15. avgust 1682, Urbino, † 21. oktober 1751, Rim.

## Življenjepis
23. decembra 1711 je bil povzdignjen v kardinala in imenovan za kardinal-diakona v S. Eustachio. 18. septembra 1712 je prejel diakonsko posvečenje.
8. junija 1716 je bil imenovan za kardinal-diakona Santa Maria in Cosmedin in 6. julija 1722 za kardinal-duhovnika v S. Clemente. 28. oktobra 1722 je prejel duhovniško posvečenje.
24. julija 1730 je bil imenovan za kardinal-škofa škofije Sabina; škofovsko posvečenje je prejel 15. avgusta 1730.
9. septembra 1743 je bil imenovan za kardinal-škofa škofija Porto e Santa Rufina.
Od leta 1721 do 1740 je sodeloval kar na štirih konklavah na katerih so volili nove papeže.
Kardinal Albani izhaja iz družine, ki se je v 14. stoletju priselila v Italijo iz Albanije, in iz katere izhaja več cerkvenih dostojanstvenikov; kardinali Gian Girolamo Albani, Alessandro Albani, Giovanni Francesco Albani in Giuseppe Albani.
Prav tako iz te družine izhaja papež Klemen XI..